# نشریه انجمن شرق‌شناسی آلمان

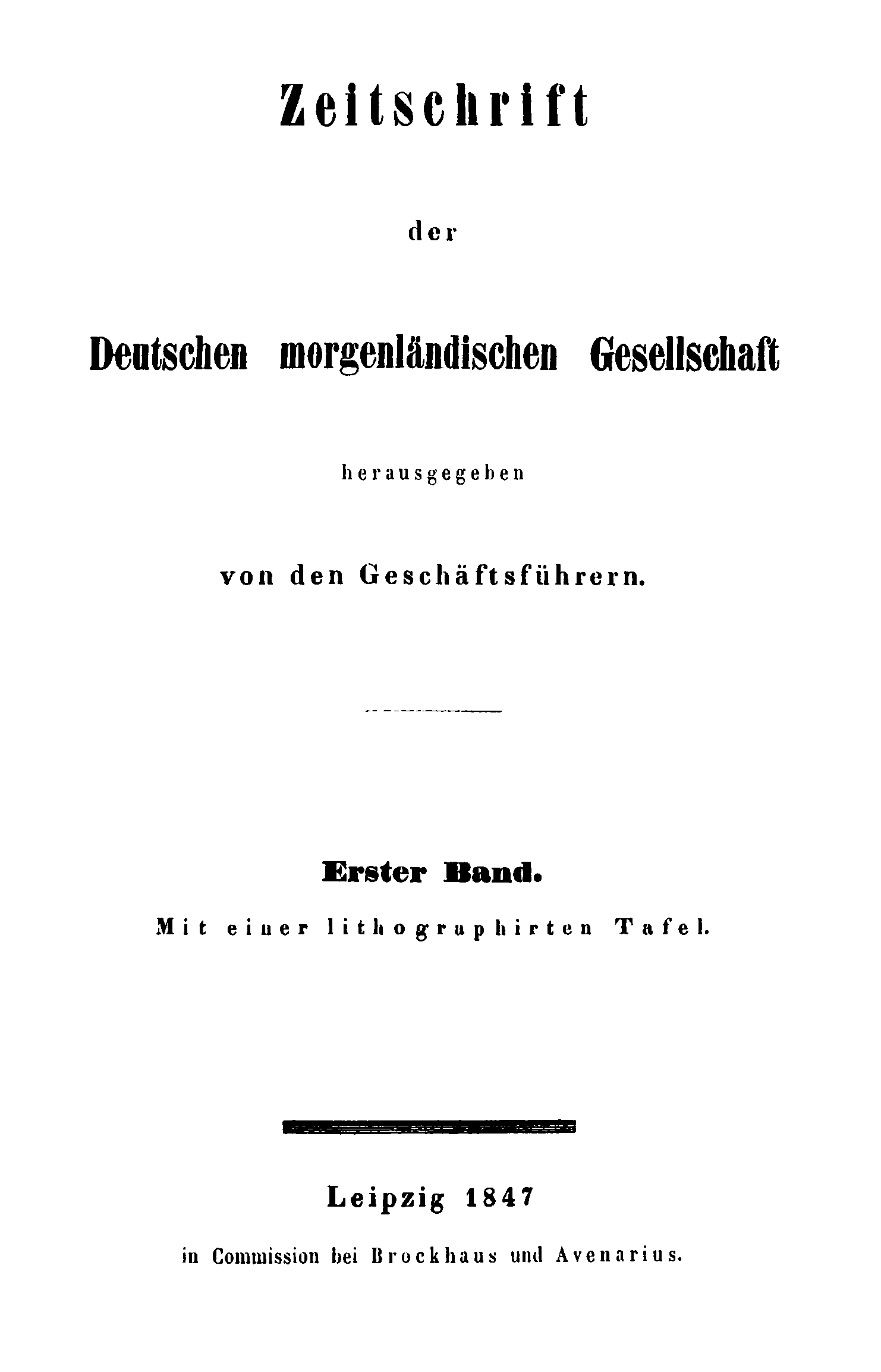
نمای یک‌نسخه از نشریه انجمن شرق‌شناسی آلمان در ۱۸۴۷

نشریه انجمن شرق‌شناسی آلمان (به آلمانی: Zeitschrift der Deutschen Morgenländischen Gesellschaft) (مخفف ZDMG) یک مجله آکادمیک است که توسط انجمن شرق‌شناسی آلمان از سال ۱۸۴۷ میلادی تاکنون منتشر می‌شود. تمام نسخه‌های این مجله از سال ۱۸۴۷ تا ۲۰۰۵ توسط دانشگاه هاله در زاکسن به صورت نسخه دیجیتال درآمده‌اند و دسترس عموم به صورت رایگان هستند.